# Bridgewater (Tasmanien)
Bridgewater ist eine Kleinstadt im Südosten des australischen Bundesstaates Tasmanien mit 4045 Einwohnern (Stand 2016). Sie liegt etwa 19 km nördlich des Stadtzentrums von Hobart und gehört damit zu den nördlichen Vororten der Hauptstadt Tasmaniens.

## Lage
Die Stadt liegt am Nordufer des Derwent River und gehört zur Local Government Area Brighton Municipality.

## Verkehrsanbindung
Bridgewater liegt am Midland Highway (N1), dort wo der East Derwent Highway (B32) und die Boyer Road (B10) auf ihn treffen. Mit dem am Südufer gegenüber liegenden Granton ist die Stadt durch die Bridgewater Bridge, die der Stadt den Namen gab, und den zugehörigen Damm verbunden. Für Touristen, die aus dem Norden der Insel anreisen, ist Bridgewater der erste Vorort der Region Hobart.
Neben dem Midland Highway ist auch eine Bahnstrecke über die Bridgewater Bridge geführt. Früher gab es in der Stadt auch noch einen Bahnhof, der von Berufspendlern nach Hobart genutzt wurde.

## Soziales
Schon seit den letzten Jahrzehnten ist Bridgewater – sozioökonomisch betrachtet – eines der am meisten benachteiligten Gebiete im Großraum Hobart. Das Haushaltsalter ist niedrig, die Arbeitslosenzahl hoch, ebenso wie der Anteil an Unterschicht und der Kriminellen. Entgegen diesem Ruf findet man im Stadtgebiet auch Farmen und Industriegebiete, Einfamilien- und Mietshäuser.

## Wirtschaft
In der Old Main Road gibt es etliche Geschäfte, auch Restaurantketten wie McDonald’s und The Roost, aber das Cove Hill Shopping Centre ist seit vielen Jahren das wichtigste Einkaufszentrum von Bridgewater. Dort findet man einen Supermarkt, Kentucky Fried Chicken und viele Fachgeschäfte. Kürzlich kam auch noch ein Laden für alkoholische Getränke dazu. Im November 2007 wurde ein neues Einkaufszentrum, das Greenpoint Plaza, in der Greenpoint Road eröffnet. Dort gibt es einen Woolworths-Supermarkt, ein Postamt, einen Laden für alkoholische Getränke und vier weitere Fachgeschäfte. In Bridgewater findet man auch eine Tankstelle, ein Pub (Derwent Tavern) und eine Bücherei.

## Schulen
In Bridgewater gab es vier Grundschulen (Northern Suburbs Christian School (privat), St. Pauls Primary School (katholisch), Greenpoint Primary School (staatlich) und Bridgewater Primary School (staatlich)). Auch findet man eine öffentliche weiterführende Schule, die Bridgewater High School, die auch eine Schulfarm hat.
Die beiden staatlichen Grundschulen wurden zusammengelegt; die neue Schule in Greenpoint heißt nun East Derwent Primary School.
Die tasmanische Regierung hat die öffentlichen Schulen der Gegend im Rahmen der Big Picture School Initiative zur Jordan River Learning Federation zusammengeschlossen. So kann eine zwölfstufige öffentliche Schulbildung angeboten werden, bei der die East Derwent Primary School, die Bridgewater High School und eine neu eingeführte höhere Lehranstalt für die 11. und 12. Jahrgangsstufe zusammenarbeiten.